# پدیده (فیلم ۱۹۹۶)
پدیده (انگلیسی: Phenomenon) فیلمی در ژانر فانتزی به کارگردانی جان ترتل‌تاب است که در سال ۱۹۹۶ منتشر شد.

## بازیگران
- جان تراولتا
- کیرا سجویک
- فارست ویتاکر
- رابرت دووال
- جفری دی‌مان
- ریچارد کایلی
- برنت اسپاینر
- بروس ای یونگ
- دیوید گلگر
- تروا اوانس
- ویتو روگینز
- الن گیر